# Eroe/L'aquila nera
Eroe/L'aquila nera è un singolo della cantante pop rock italiana Donatella Rettore, pubblicato in formato 45 giri nel 1979, su etichetta Ariston. È il primo singolo dove la cantautrice si presenta semplicemente come Rettore.

## Storia
Il brano segna il debutto della cantante con l'etichetta con la quale realizzerà i suoi maggiori successi discografici. Scritto da Rettore in coppia con Claudio Rego, su arrangiamenti di Pinuccio Pirazzoli, vede la partecipazione di Andy Surdi alla batteria, ed è caratterizzato da un sound prettamente disco, genere di gran moda in quel periodo.
E' contenuto nel 33 giri Brivido divino, uscito nello stesso anno, il primo della tetralogia realizzata dalla cantante per l'etichetta Ariston nel periodo 1979-1982 (continuata con Magnifico delirio, Estasi clamorosa e Kamikaze Rock 'n' Roll Suicide). Il singolo del 1978 contenenva sul lato B, il brano L'aquila nera, anch'esso scritto dalla coppia Rettore/Rego.

## Edizioni
Il singolo è stato pubblicato su etichetta Ariston Records con numero di catalogo AR/00840, anche in versione promo con copertina generica.

## Tracce
1. Lato A: Eroe - 3:15 (Rettore/Rego)
2. Lato B: L'aquila nera - 3:47 (Rettore/Rego)